# Leccinum
Leccinum es un género de hongos de la familia Boletaceae. Sus especies se pueden encontrar en bosques en las zonas templadas, boreales y neotropicales del mundo, pero es más diverso en zonas boreales y templadas. Son hongos ectomicorrizos y en su gran mayoría están especializados: solo tienen uno o dos huéspedes. Por ejemplo, Leccinum scabrum está asociado a los abedules (Betula).
Las especies de este género están fuertemente emparentadas con las de Boletus. Los pies son largos, blanquecinos y presentan escamas oscuras (marrones, negras, rojas). El himenio (la parte inferior del sombrero) presenta poros y no laminas. Muchas de sus especies son comestibles.

## Especies

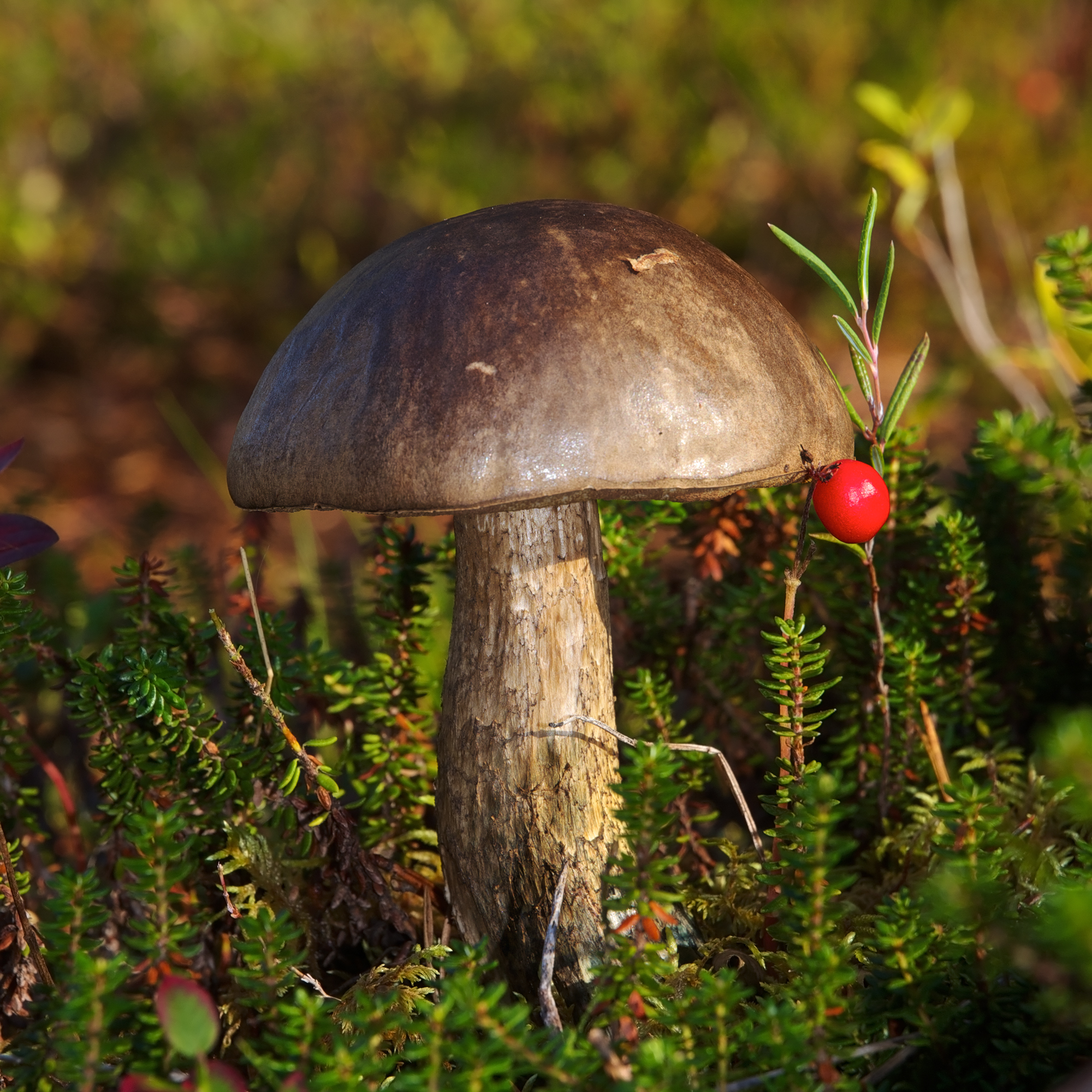
Leccinum variicolor.

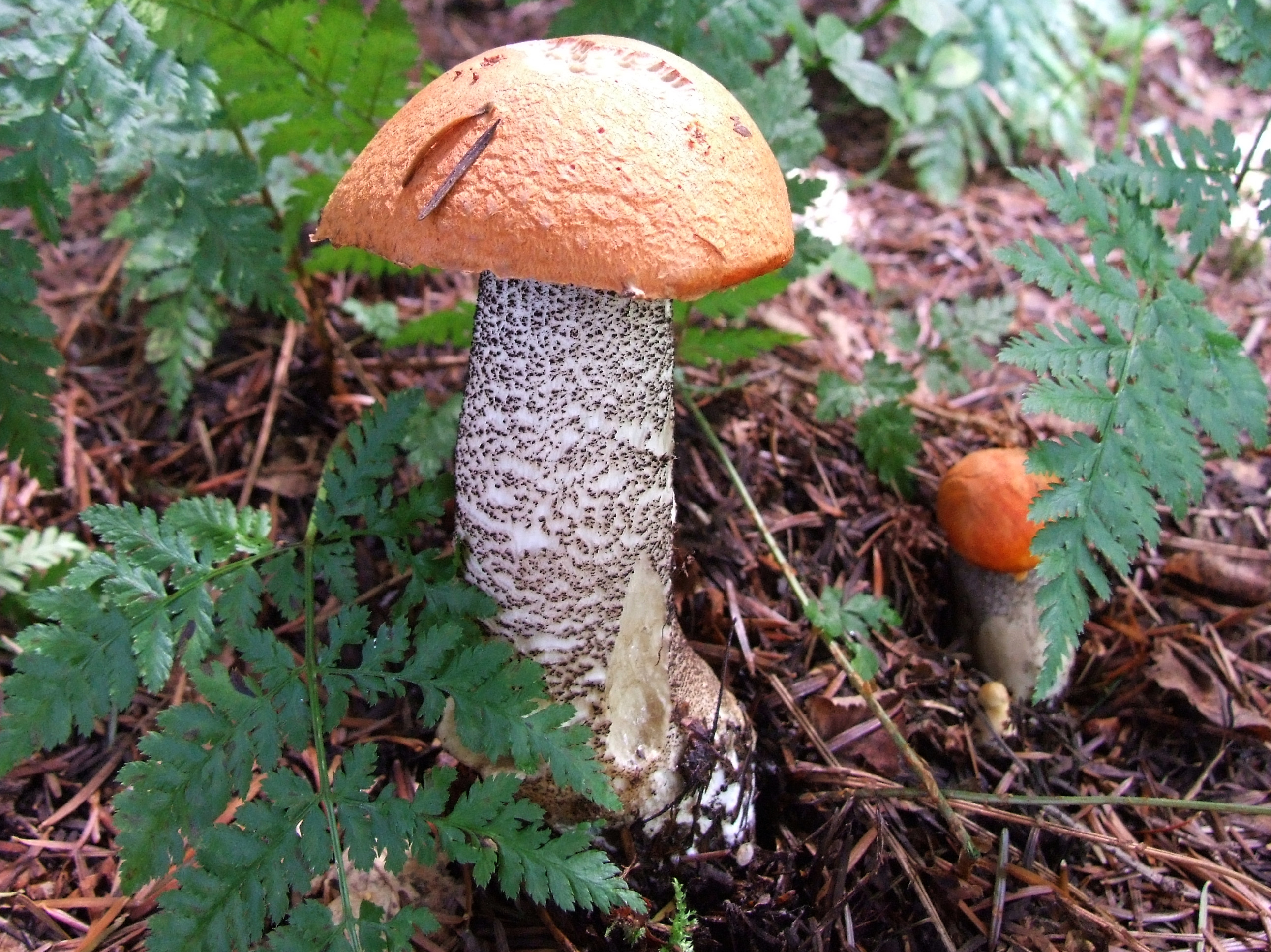
Leccinum piceinum.

Incluye las siguientes 136 especies:
- Leccinum aberrans
- Leccinum aeneum
- Leccinum alaskanum
- Leccinum alboroseolum
- Leccinum albospititatum
- Leccinum ambiguum
- Leccinum andinum
- Leccinum angustiporum
- Leccinum arbuticola
- Leccinum arctoi
- Leccinum arctostaphyli
- Leccinum arenicola
- Leccinum areolatum
- Leccinum armeniacum
- Leccinum aurantiacum
- Leccinum aurantiellum
- Leccinum barrowsii
- Leccinum blumii
- Leccinum boreale
- Leccinum borneense
- Leccinum broughii
- Leccinum brunneobadium
- Leccinum brunneo-olivaceum
- Leccinum brunneum
- Leccinum californicum
- Leccinum callitrichum
- Leccinum cartagoense
- Leccinum cerinum
- Leccinum chalybaeum
- Leccinum chioneum
- Leccinum cinnamomeum
- Leccinum clavatum
- Leccinum coloripes
- Leccinum colubrinum
- Leccinum constans
- Leccinum crocistipidosum
- Leccinum cyaneobasileucum
- Leccinum disarticulatum
- Leccinum discolor
- Leccinum duriusculum
- Leccinum engelianum
- Leccinum excedens
- Leccinum fallax
- Leccinum fibrillosum
- Leccinum flavostipitatum
- Leccinum floccopus
- Leccinum foetidum
- Leccinum fuscescens
- Leccinum fuscoalbum
- Leccinum glutinopallens
- Leccinum griseonigrum
- Leccinum hispanicum
- Leccinum holopus
- Leccinum huronense
- Leccinum idahoense
- Leccinum imitatum
- Leccinum incarnatum
- Leccinum indoaurantiacum
- Leccinum insigne
- Leccinum insolens
- Leccinum intusrubens
- Leccinum katmaiense
- Leccinum laetum
- Leccinum largentii
- Leccinum leucophaeum
- Leccinum leucopodium
- Leccinum luteoporum
- Leccinum luteum
- Leccinum manzanitae
- Leccinum melaneum
- Leccinum molle
- Leccinum montanum
- Leccinum monticola
- Leccinum murinaceostipitatum
- Leccinum murinaceum
- Leccinum neotropicale
- Leccinum nigellum
- Leccinum obscurum
- Leccinum ochraceum
- Leccinum olivaceoglutinosum
- Leccinum olivaceopallidum
- Leccinum pallidistipes
- Leccinum parvisquamulosum
- Leccinum parvulum
- Leccinum pellstonianum
- Leccinum peronatum
- Leccinum piceinum
- Leccinum ponderosum
- Leccinum porphyreum
- Leccinum potteri
- Leccinum proliferum
- Leccinum proximum
- Leccinum pseudoinsigne
- Leccinum pulchrum
- Leccinum rimulosum
- Leccinum roseoscabrum
- Leccinum rubropunctum
- Leccinum rubroscabrum
- Leccinum rubrum
- Leccinum rugosiceps
- Leccinum sardoum
- Leccinum scabrum
- Leccinum schistophilum
- Leccinum singeri
- Leccinum snellii
- Leccinum solheimii
- Leccinum squarrosipes
- Leccinum subalpinum
- Leccinum subatratum
- Leccinum subfulvum
- Leccinum subgranulosum
- Leccinum subleucophaeum
- Leccinum sublutescens
- Leccinum subpulchripes
- Leccinum subradicatum
- Leccinum subrobustum
- Leccinum subrotundifoliae
- Leccinum subspadiceum
- Leccinum subtestaceum
- Leccinum succineobrunneum
- Leccinum tablense
- Leccinum talamancae
- Leccinum tenax
- Leccinum tlemcenense
- Leccinum truebloodii
- Leccinum uliginosum
- Leccinum umbonatum
- Leccinum umbrinoides
- Leccinum ustale
- Leccinum variabile
- Leccinum variicolor
- Leccinum variobrunneum
- Leccinum versipelle
- Leccinum vinaceopallidum
- Leccinum violaceotinctum
- Leccinum vulpinum